# Quintus Fabius Maximus Gurges (Konsul 265 v. Chr.)
Quintus Fabius Maximus Gurges († 265 v. Chr.) war ein römischer Politiker und Senator. 
Maximus’ gleichnamiger Vater war in Jahren 292 und 276 v. Chr. Konsul, sein Sohn war der zweimalige Diktator Quintus Fabius Maximus Verrucosus. Im Jahr 265 v. Chr. wurde Maximus zusammen mit Lucius Mamilius Vitulus Konsul. Er starb noch während seines Amtsjahres in Volsinii an einer Verwundung.